# Philipp Lahm
Philipp Lahm (* 11. listopadu 1983 Mnichov, Západní Německo) je bývalý německý fotbalový obránce, profesionální kariéru ukončil po sezóně 2016/17 v klubu Bayern Mnichov. Přes svou poměrně malou postavu byl považován za jednoho z nejlepších obránců na světě. V Bayernu nosil kapitánskou pásku. Je mistrem světa z roku 2014.

## Klubová kariéra
Lahm se narodil v Mnichově, kde začala i jeho profesionální fotbalová kariéra. Nastupoval za mnichovské mládežnické kluby Bayernu i FT Gern Mnichov. Od sezóny 2003/04 až do července 2005 byl Bayernem puštěn na hostování do VfB Stuttgart.
Těsně před svým návratem do Mnichova se zranil. Přetrhl si křížové vazy a návrat do Bayernu slavil až v prosinci 2005.
V sezóně 2012/13 slavil s klubem zisk ligového titulu již 6 kol před koncem soutěže, ve 28. kole německé Bundesligy. V prvním zápase semifinále Ligy mistrů 2012/13 23. dubna 2013 byl u výhry 4:0 nad Barcelonou, která byla dosud poměrně suverénní. Lahm odehrál stejně jako jeho spoluhráči velmi dobré utkání, Bayern si zajistil výbornou pozici do odvety. Nastoupil i v odvetě 1. května, Bayern zvítězil na Camp Nou 3:0 a suverénním způsobem postoupil do finále. Ve finále 25. května ve Wembley proti Borussii Dortmund nastoupil v základní sestavě, Bayern zvítězil 2:1 a získal nejprestižnější pohár v evropském fotbale. Ve finále DFB-Pokalu 1. června 2013 porazil Bayern s Philippem Lahmem v základní sestavě VfB Stuttgart 3:2 a získal tak treble (tzn. vyhrál dvě hlavní domácí soutěže plus titul v Lize mistrů resp. PMEZ) jako sedmý evropský klub v historii.
S Bayernem vyhrál v prosinci 2013 i Mistrovství světa klubů v Maroku, kde Bayern porazil ve finále domácí tým Raja Casablanca 2:0, a v březnu 2014 s předstihem (7 kol před koncem) další bundesligový titul. Další trofej v sezoně 2013/14 přineslo vítězství v DFB-Pokalu nad Borussií Dortmund v poměru 2:0. V Lize mistrů 2013/14 skončila pouť Bayernu v semifinále proti Realu Madrid.
V únoru 2017 oznámil, že na konci sezóny 2016/17 ukončí profesionální kariéru, což se stalo.

## Reprezentační kariéra
Lahm hrál za německé reprezentační výběr od kategorie do 17 let.
První zápas v německém reprezentačním A-týmu odehrál 18. února 2004 ve Splitu proti Chorvatsku. odehrál celý přátelský zápas, Německo vyhrálo 2:1. Dostal se do All-Stars týmu mistrovství Evropy 2008. V srpnu 2008 byl ustanoven kapitánem německé reprezentace. Reprezentační kariéru ukončil v červenci 2014 po úspěšném mistrovství světa v Brazílii, kde se stal s německým týmem světovým šampionem. Celkem odehrál v národním týmu 113 zápasů a pětkrát skóroval.
Účast Philippa Lahma na vrcholových turnajích:
- Euro 2004 v Portugalsku (vyřazení v základní skupině)
- Mistrovství světa 2006 v Německu (3. místo)
- Euro 2008 ve Švýcarsku a Rakousku (2. místo)
- Mistrovství světa 2010 v Jihoafrické republice (3. místo)
- Euro 2012 v Polsku a na Ukrajině (3. místo)
- Mistrovství světa 2014 v Brazílii (1. místo)

### EURO 2004
Na Mistrovství Evropy 2004 v Portugalsku odehrál všechny tři zápasy základní skupiny. Německo po remízách 1:1 s Nizozemskem, 0:0 s Lotyšskem a prohře 1:2 s Českou republikou skončilo se 2 body na nepostupovém třetím místě skupiny.

### Mistrovství světa 2006
Na MS 2006 vstřelil úvodní gól celého turnaje, trefil se v 6. minutě do sítě Kostariky. Tato branka byla i po skončení mistrovství považována za jednu z nejhezčích. Na Mistrovství Evropy ve fotbale 2008 patřil k oporám německého týmu, který postoupil až do finále. Lahm dal vítěznou branku v semifinále Turecku na 3:2 v 90. minutě. Po skončení mistrovství Evropy byl vybrán do All-Star týmu.

### EURO 2008
Na Mistrovství Evropy 2008 konaném v Rakousku a Švýcarsku vybojoval s národním týmem stříbrné medaile (porážka ve finále se Španělskem 0:1).

### Mistrovství světa 2010
Na MS 2010 v Jihoafrické republice si dokráčel s mužstvem pro bronzové medaile (v souboji o 3. místo porazili Němci Uruguay). Na turnaji nechyběl ani minutu.

### EURO 2012
Na Mistrovství Evropy 2012 konaném v Polsku a na Ukrajině skončil s týmem Německa na děleném třetím místě, v semifinále Němce zastavili Italové.

### Mistrovství světa 2014
Trenér Joachim Löw jej vzal na Mistrovství světa 2014 v Brazílii. Němci postoupili ze základní skupiny G se 7 body z prvního místa po výhře 4:0 s Portugalskem, remíze 2:2 s Ghanou a výhrou 1:0 s USA. V osmifinále Němci vyřadili Alžírsko po výsledku 2:1 po prodloužení a ve čtvrtfinále Francii 1:0. V průběhu šampionátu vystřídal různé herní posty (ze zálohy se přesunul na místo pravého obránce). S týmem nakonec získal zlaté medaile po finálové výhře 1:0 proti Argentině.

### Reprezentační góly
Góly Philippa Lahma za reprezentační A-mužstvo Německa
| Gól | Datum       | Stadion                                                | Soupeř              | Skóre (min.) | Výsledek | Soutěž          |
| --- | ----------- | ------------------------------------------------------ | ------------------- | ------------ | -------- | --------------- |
| 010 | 28. 4. 2004 | Stadion Giulești-Valentin Stănescu, Bukurešť, Rumunsko | Rumunsko            | 05:1 0(89.)  | 5:1      | Přátelský zápas |
| 02  | 9. 6. 2006  | Allianz Arena, Mnichov, Německo                        | Kostarika           | 01:0 0(6.)   | 4:2      | MS 2006         |
| 03  | 25. 6. 2008 | St. Jakob-Park, Basilej, Švýcarsko                     | Turecko             | 03:2 0(90.)  | 3:2      | EURO 2008       |
| 04  | 3. 6. 2010  | Commerzbank-Arena, Frankfurt, Německo                  | Bosna a Hercegovina | 01:1 0(50.)  | 3:1      | Přátelský zápas |
| 05  | 22. 6. 2012 | PGE Arena, Gdaňsk, Polsko                              | Řecko               | 01:0 0(39.)  | 4:2      | EURO 2012       |

## Úspěchy

### Individuální
- Světová jedenáctka FIFA FIFPro – 2013,[24] 2014[25]
- Nejlepší jedenáctka podle ESM – 2012/13,[26] 2013/14[27]